# Cosmopterix opulenta
Cosmopterix opulenta là một loài bướm đêm thuộc họ Cosmopterigidae. Loài này có ở Hoa Kỳ (California, Oklahoma, Arizona, New Mexico) và Costa Rica.
Ấu trùng ăn các loài Ambrosia psilostachya và Artemisia douglasiana. Chúng ăn lá cây nơi chúng sống. 